# Komuna e Kolshit
Komuna e Kolshit är en kommun i Albanien.   Den ligger i prefekturen Qarku i Kukësit, i den norra delen av landet, 90 km nordost om huvudstaden Tirana.
Trakten runt Komuna e Kolshit består till största delen av jordbruksmark.  Runt Komuna e Kolshit är det ganska tätbefolkat, med 58 invånare per kvadratkilometer.